# Docteur Jamain
'Docteur Jamain' est un cultivar de rosier Bourbon obtenu en 1851 et mis au commerce en 1853 par le rosiériste français Hippolyte Jamain. Baptisé en l'honneur de son frère médecin, il ne doit pas être confondu avec le grimpant beaucoup plus connu du nom de 'Souvenir du Docteur Jamain' (Lacharme, 1865).

## Description
Il s'agit d'un buisson dressé aux rameaux rougeâtres dans leur jeunesse avec des aiguillons très acérés et au feuillage vert foncé. Il donne de moyennes fleurs pleines et globuleuses de 7 à 8 cm de diamètre par petits bouquets de quatre ou cinq. Elles sont de couleur rouge cramoisi s'ouvrant sur des étamines d'or. Le pédoncule est gros et droit. Sa floraison est remontante.
C'est une variété rustique qui résiste aux hivers rigoureux, ce pour quoi on peut la trouver également dans les pays du Nord.
La variété 'Docteur Jamain' n'est que très rarement commercialisée aujourd'hui, mais on peut l'admirer à la roseraie du Val-de-Marne de L'Haÿ-les-Roses et dans de grandes roseraies européennes.